# Kościół św. Wojciecha i Wniebowzięcia Najświętszej Maryi Panny w Raciążu
Kościół świętego Wojciecha i Wniebowzięcia Najświętszej Maryi Panny w Raciążu – rzymskokatolicki kościół parafialny znajdujący się w mieście Raciąż, w województwie mazowieckim. Należy do dekanatu raciążskiego diecezji płockiej.

## Historia i architektura

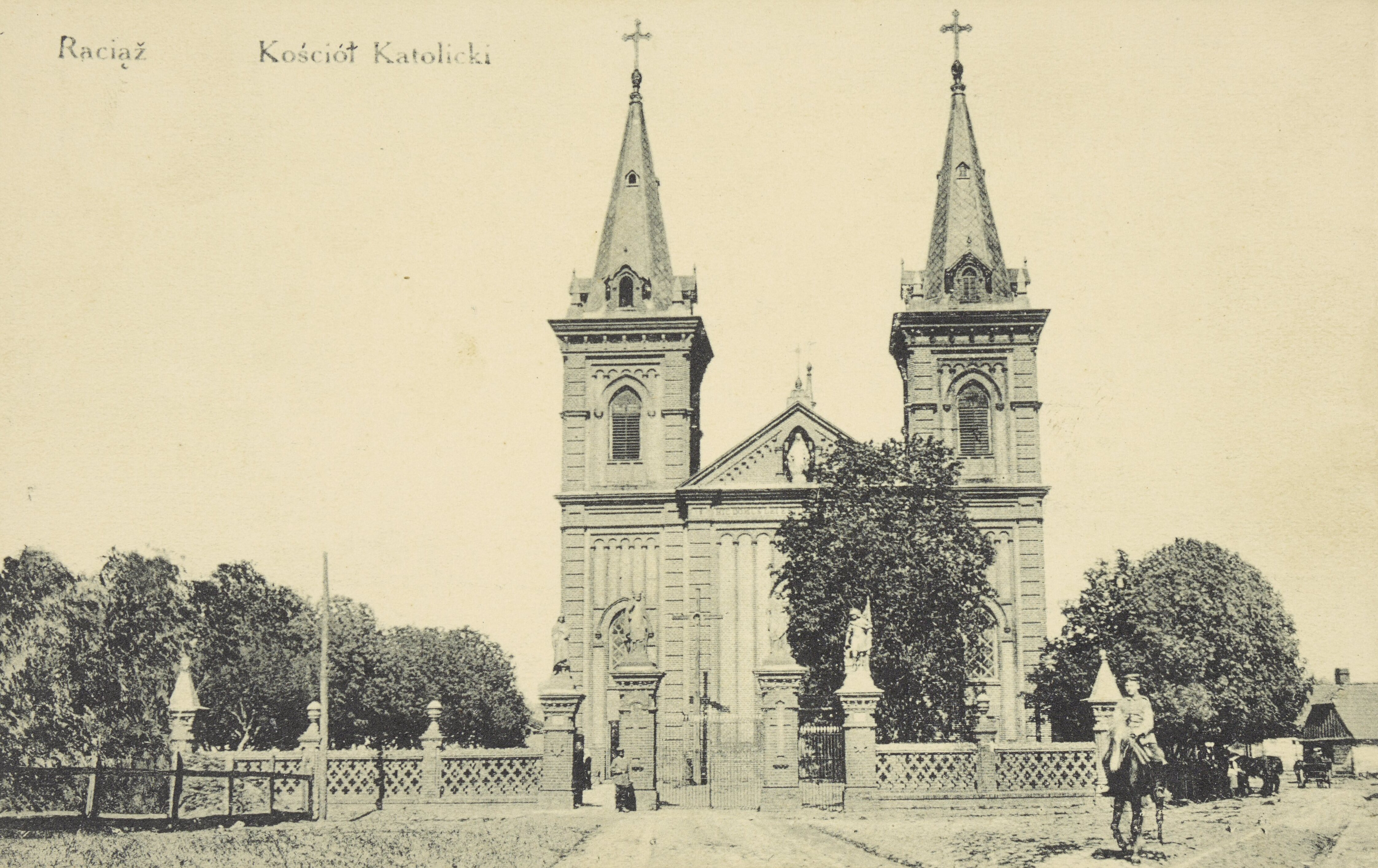
Kościół na zdjęciu z około 1915 r.

Świątynia została zbudowana na miejscu poprzedniej drewnianej świątyni pochodzącej z 1729 roku. W związku z tym że ta budowla nie była w stanie pomieścić coraz większej liczby wiernych, zaistniała potrzeba wybudowania nowej murowanej świątyni. Kamień węgielny został położony w Uroczystość Najświętszego Serca Pana Jezusa w 1875 roku, w czasie urzędowania księdza proboszcza Rocha Filochowskiego. Prace budowlane trwały 11 lat. Od 17 do 20 sierpnia 1886 roku trwały uroczystości związane z poświęceniem kościoła. Konsekracja odbyła się w dniu 19 sierpnia, czyli w czwartek w oktawie Wniebowzięcia Najświętszej Maryi Panny. Przewodniczył jej biskup Henryk Kossowski. Nowa świątynia otrzymała wtedy wezwanie: Wniebowzięcia Najświętszej Maryi Panny i św. Wojciecha Biskupa i Męczennika. Do jesieni 1887 roku wymalowano wnętrze kościoła. Także w tym roku została wykonana polichromia i został wstawiony nowy ołtarz w stylu neogotyckim do kaplicy różańcowej, a także została zamontowana nowa ambona. W późniejszych latach zostały wstawione w świątyni dwa rzędy dębowych ławek. Nowy ołtarz główny został umieszczony w kościele w październiku 1892 roku. W 1893 roku świątynia wzbogaciła się o duży konfesjonał w prezbiterium i wielki, drewniany krzyż w kruchcie. Został zbudowany także ołtarz św. Antoniego i zostały zmodernizowane organy. Prace te zostały wykonane w czasie urzędowania księdza proboszcza Ludomira-Dunin Wolskiego. Świątynia przetrwała I wojnę światową, natomiast w czasie II wojny światowej hitlerowcy urządzili w niej magazyn. Kościół nie doznał jednak większych uszkodzeń. W 2004 roku świątynia otrzymała relikwie św. Wojciecha, patrona parafii i Raciąża, sprowadzone z Gniezna.

## Galeria

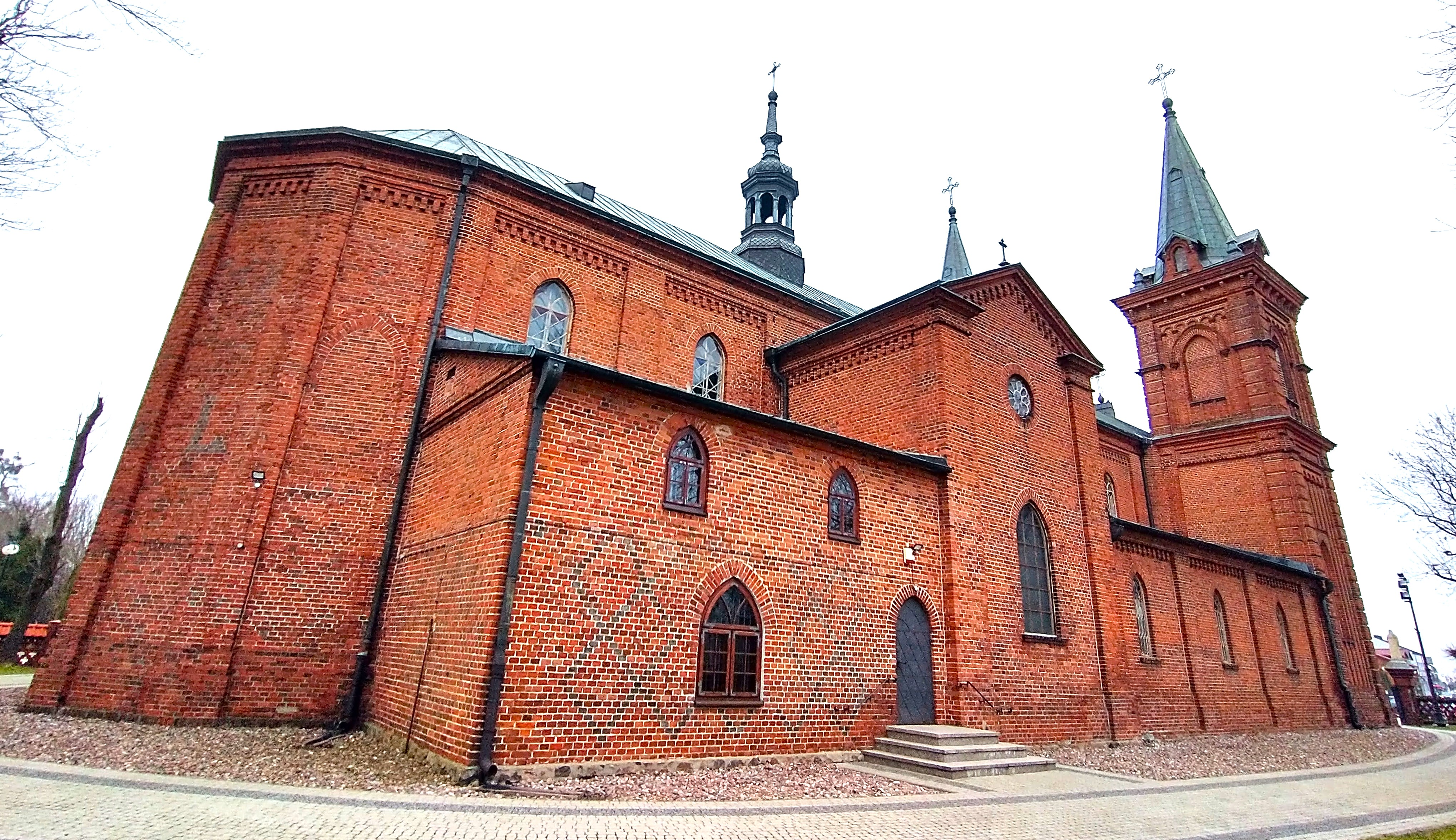
Widok od prezbiterium
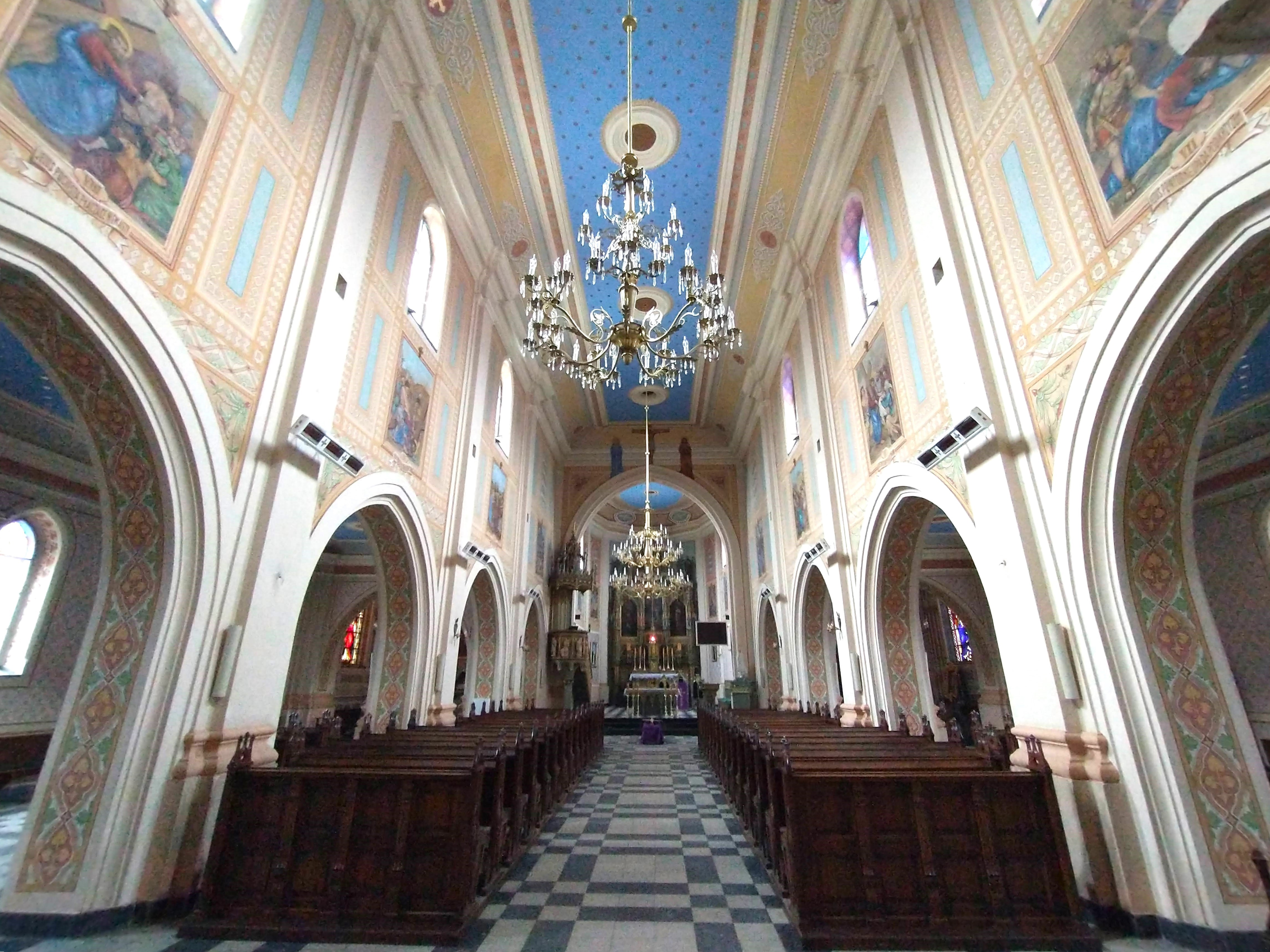